# New Richmond (Wisconsin)
New Richmond és una població dels Estats Units a l'estat de Wisconsin. Segons el cens del 2000 tenia 6.310 habitants.

## Demografia
Segons el cens del 2000, New Richmond tenia 6.310 habitants, 2.561 habitatges, i 1.546 famílies. La densitat de població era de 477,7 habitants per km².
Dels 2.561 habitatges en un 33,2% hi vivien nens de menys de 18 anys, en un 46,3% hi vivien parelles casades, en un 10,1% dones solteres, i en un 39,6% no eren unitats familiars. En el 31,5% dels habitatges hi vivien persones soles l'11,8% de les quals corresponia a persones de 65 anys o més que vivien soles. El nombre mitjà de persones vivint en cada habitatge era de 2,38 i el nombre mitjà de persones que vivien en cada família era de 3,06.
Per edats la població es repartia de la següent manera: un 26,3% tenia menys de 18 anys, un 9,5% entre 18 i 24, un 30,8% entre 25 i 44, un 18,2% de 45 a 60 i un 15,1% 65 anys o més.
L'edat mediana era de 34 anys. Per cada 100 dones de 18 o més anys hi havia 88 homes.
La renda mediana per habitatge era de 43.475 $ i la renda mediana per família de 52.422 $. Els homes tenien una renda mediana de 37.306 $ mentre que les dones 27.153 $. La renda per capita de la població era de 19.840 $. Aproximadament el 4,2% de les famílies i el 6,8% de la població estaven per davall del llindar de pobresa.

## Poblacions més properes
El següent diagrama mostra les poblacions més properes.